# Olivier Lalliet
Olivier Lalliet es un deportista francés que compitió en piragüismo en la modalidad de eslalon. Ganó una medalla de oro en el Campeonato Mundial de Piragüismo en Eslalon de 2005, en la prueba de C1 por equipos.

## Palmarés internacional
| Campeonato Mundial | Campeonato Mundial  | Campeonato Mundial | Campeonato Mundial |
| Año                | Lugar               | Medalla            | Competición        |
| ------------------ | ------------------- | ------------------ | ------------------ |
| 2005               | Penrith (Australia) | Medalla de oro     | C1 por equipos     |